# Asociación Olímpica de Bermudas
La Asociación Olímpica de Bermudas (código COI: BER) es el Comité Olímpico Nacional que representa a las Bermudas. El comité es también la Asociación de los Juegos de la Mancomunidad que representa a la nación isleña.

## Historia
Fue creada en 1968 y reconocida por el Comité Olímpico Internacional ese mismo año.